# Sofia Zampetti
Sofia Zampetti, född 9 september 2001, är en italiensk taekwondoutövare.

## Karriär
I november 2016 tog Zampetti brons i 42 kg-klassen vid junior-VM i Burnaby. I maj 2019 tävlade Zampetti i 46 kg-klassen vid VM i Manchester, där hon blev utslagen i sextondelsfinalen av tunisiska Fadia Farhani.
I juni 2023 tävlade Zampetti i 46 kg-klassen vid VM i Baku, där hon blev utslagen i sextondelsfinalen av turkiska Rukiye Yıldırım. Samma månad tog Zampetti även silver i 46 kg-klassen vid europeiska spelen i Kraków-Małopolska efter en finalförlust mot kroatiska Lena Stojković.